# Fuinha-de-ayres
Fuinha-de-ayres ou fuinha-estalidante (Cisticola ayresii) é uma espécie de ave da família Cisticolidae.
Pode ser encontrada nos seguintes países: Angola, Burundi, República do Congo, República Democrática do Congo, Gabão, Quénia, Lesoto, Malawi, Moçambique, Ruanda, África do Sul, Sudão, Essuatíni, Tanzânia, Uganda, Zâmbia e Zimbabwe.
Os seus habitats naturais são: campos de gramíneas subtropicais ou tropicais secos de baixa altitude e campos de altitude subtropicais ou tropicais.